# Генерал-полковник инженерных войск
Генерал-полковник инженерных войск — воинское звание высшего офицерского состава инженерных войск в Вооружённых Силах СССР в 1940—1984 гг.

## История
Установлено Указом Президиума Верховного Совета СССР от 7 мая 1940 г. «Об установлении воинских званий высшего командного состава Красной Армии».
Отменено Указом Президиума Верховного Совета СССР от 26 апреля 1984 г. № 89-XI «О воинских званиях офицерского состава Вооруженных Сил СССР». После отмены воинского звания генерал-полковники инженерных войск стали считаться состоящими в воинском звании генерал-полковник.

## Список генерал-полковников инженерных войск
В скобках после имени указана дата присвоения воинского звания.
1. Авсеенко, Владимир Лаврович (23.02.1972)
2. Аганов, Сергей Христофорович (25.04.1975)[2]
3. Бордзиловский, Юрий Вячеславович (07.07.1954)
4. Воробьев, Михаил Петрович (16.09.1943)[3]
5. Галицкий, Иван Павлович (20.04.1945; в 1957 г. понижен до генерал-лейтенанта инженерных войск)
6. Колибернов, Евгений Сергеевич (05.05.1980)
7. Котляр, Леонтий Захарович (19.03.1944)
8. Назаров, Константин Степанович (11.05.1944)
9. Прошляков, Алексей Иванович (26.07.1944)[4]
10. Харченко, Виктор Кондратьевич (07.05.1966)[5]
11. Хренов, Аркадий Федорович (02.11.1944)
12. Цирлин, Александр Данилович (20.06.1945)